# Chris Woods
Pour les articles homonymes, voir Woods.
Chris Woods, né le 14 novembre 1959 à Swineshead (Angleterre), est un footballeur anglais, qui évoluait au poste de gariden de but au Glasgow Rangers et en équipe d'Angleterre. Il fait partie du Rangers FC Hall of Fame.
Woods n'a marqué aucun but lors de ses quarante-trois sélections avec l'équipe d'Angleterre entre 1985 et 1993. Il participe à la Coupe du monde 1986, à l'Euro 1988, à la Coupe du monde 1990 puis à l'Euro 1992.

## Biographie
Gardien talentueux, Chris Woods a longtemps été dans l'ombre du légendaire Peter Shilton, d'abord à Nottingham Forest, où il sera notamment remplaçant lors des deux finales de Coupe d'Europe des Clubs Champions en 1979 et en 1980, puis en équipe d'Angleterre, où il deviendra titualire à l'issue de la Coupe du Monde en 1990.

Il comptera 43 sélections en équipe nationale et glanera de nombreux titres, notamment en Écosse, aux Glasgow Rangers.

 
Il est actuellement entraîneur des gardiens à Manchester United. Il participation à la Coupe du Monde en 1986 où il est quart de finaliste et en 1990 où la sélection termine 4e et au Championnat d'Europe des Nations en 1988 et 1992, éliminé à chaque fois lors du premier tour.

## Carrière
- 1976-1979 : Nottingham Forest
- 1979-1981 : Queens Park Rangers
- 1981-1986 : Norwich City
- 1986-1991 : Glasgow Rangers
- 1991-1996 : Sheffield Wednesday
- 1995 : Reading FC
- 1996 : Southampton FC
- 1996 : Rapids du Colorado
- 1997 : AFC Sunderland
- 1997-1998 : Burnley FC [1]

## Palmarès

### En club
Il remporte soulève ses premiers trophées avec son club formateur de Nottingham Forest en remportant la League Cup en 1978 et le Charity Shield en 1978. Il remporte de nouveau la League Cup en 1985 alors qu'il joue pour Norwich City, avec qui il sera également champion d'Angleterre de Division 2 la saison suivante.
Parti en Écosse sous les couleurs des Glasgow Rangers, il est champion d'Écosse à quatre reprises en 1987, 1989, 1990 et 1991 et remporte quatre Coupes de la Ligue en 1987, 1988, 1989 et 1991.
De retour dans son pays natal, il ne remporte plus de titre perdant en finale de la League Cup en 1993 et en finale de la FA Cup en 1993 avec Sheffield Wednesday.